# Hlengiwe Mkhize
Hlengiwe Buhle Mkhize MP (sinh ngày 6 tháng 9 năm 1952 - ngày 16 tháng 9 năm 2021) là cựu Bộ trưởng Bộ Giáo dục và Đào tạo Đại học (Nam Phi), đã được cựu Tổng thống Jacob Zuma bổ nhiệm vào vị trí này từ ngày 17 tháng 10 năm 2017, sau khi giữ chức Thứ trưởng Bộ Viễn thông và Bưu chính Dịch vụ trong chính phủ Nam Phi. Vào tháng 2 năm 2018, cô đã bị Tổng thống Cyril Ramaphosa sa thải khỏi nội các.   Lần đầu tiên được bầu vào Quốc hội Nam Phi vào năm 2009 như một phần của Quốc hội Châu Phi. Giáo sư Mkhize có bằng Cử nhân Nghệ thuật Tâm lý học, Công tác Xã hội và Xã hội học từ Đại học Zululand; Cử nhân nghệ thuật (danh dự) về tâm lý học, và thạc sĩ tâm lý học lâm sàng do Đại học KwaZulu-Natal cấp.

## Lịch sử
Mkhize là thành viên sáng lập và là đại diện ủy thác của Trẻ em và Bạo lực từ năm 1995, là người được ủy thác của Malibongwe Business Trust từ năm 2005. Cô là giảng viên và nhà nghiên cứu cao cấp tại Đại học Wits từ năm 1990 đến năm 1995. Mkhize là thành viên hội đồng quản trị của Tổ chức Nhân quyền Nam Phi từ năm 1994 đến 1995; Ủy ban Sự thật và Hòa giải (TRC) và Chủ tịch Ủy ban Phục hồi và Phục hồi từ năm 1995 đến 2003. Trước khi được bổ nhiệm, Mkhize là đại sứ tại Hà Lan, có một thời gian ngắn làm Thứ trưởng Bộ Dịch vụ Khắc phục và gần đây nhất là Phó Bộ trưởng Bộ trưởng Bộ Viễn thông và Dịch vụ Bưu chính.